# 佐竹義和 (教育者)
佐竹 義和（さたけ よしかず、1854年（安政元年2月）- 1896年（明治29年）12月13日）は、明治時代の政治家。教育者。衆議院議員（1期）。

## 経歴
安芸広島藩領世羅郡、のちの神田村（広島県豊田郡大和町、賀茂郡大和町を経て現三原市）出身。官立師範学校を卒業し、愛媛県に奉職する。中等学校教諭、愛媛県学務課長を経て、文部省に出仕し書記官を歴任した。1890年（明治23年）7月の第1回衆議院議員総選挙では広島県第7区から出馬し当選。大成会に所属し衆議院議員を1期務めた。